# اپوش‌دیو
اَپَئوشَ، دیو اپوش در اوستا به‌معنای «دیو خشکی» آمده است. در تیریشت، از اپئوش یادشده که در برابر تشتر، ایزد باران است ولی تشتر با خواست اهورامزدا بر او پیروزی می‌یابد. این مبارزه در ادبیات مزدیسنا از اهمیت ویژه‌ای برخوردار است، به‌ویژه کشوری مانند ایران که مشکل کم‌آبی داشته‌است. تشتر ستارهٔ باران نیز خوانده شده‌است و اپئوش که لفظاً هم به معنی خشک‌کننده است، رقیب تشتر، فرشتهٔ باران است.
اپوش دیو خشکسالی و دشمن تیشتر است و کارش جلوگیری از به آسمان رفتن آب‌های باران‌ساز می‌باشد. او دو بار برنده می‌شود و بار آخر تیشتر پیروز می‌شود. اپوش به شکل اسبی سیاه، زشت و بدون مو تصویر شده‌است.
اپوش همچنین نام پارسی ستاره قلب‌العقرب است.

## واژه‌شناسی
این نام در پارسی میانه apōš و در اوستایی -(𐬀𐬞𐬀𐬊𐬴𐬀)apaoša آمده‌است و معنای از میان برنده و پوشانندهٔ آب می‌دهد.

## مجموعه تلویزیونی
سریال آب‌پریا، یکی از شخصیت‌های اصلیش اپوش، دیو خشکسالی است که آب‌پری را اسیر کرد.